# Броницкая Гута
Бро́ницкая Гу́та (укр. Броницька Гута) — село на Украине, основано в 1909 году, находится в Новоград-Волынском районе Житомирской области.
Население по переписи 2001 года составляет 1034 человека. Почтовый индекс — 11711. Телефонный код — 41. Занимает площадь 2,04 км².
20 октября 1938 года Броницкая Гута получила статус посёлка городского типа. С 1997 года — село.
В селе родился Герой Советского Союза Владимир Жайворон.

## Адрес местного совета
11711, Житомирская область, Новоград-Волынский р-н, с. Броницкая Гута